# آرثر باريت (سياسي)
آرثر باريت هو سياسي أمريكي، ولد في 23 أغسطس 1836 في سبرينغفيلد في الولايات المتحدة، وتوفي في 24 أبريل 1875 في سانت لويس في الولايات المتحدة. نشط حزبياً في الحزب الديمقراطي.